# 이주노동자보호위원회

조약 당사국 및 서명국
당사국
서명국

이주노동자보호위원회(Migrant Workers Convention)는 이주노동자 및 그 가족의 권리 보호에 관한 국제협약에 의해 창설된 유엔 산하 국제기구이다.
1990년 12월 18일에 서명되었으며, 2003년 3월에 20개 비준국의 기준에 도달한 후 2003년 7월 1일에 발효되었다. 이주노동자위원회는 협약 이행을 감시하며 UN과 연계된 7개 인권 조약 기관 중 하나이다. 이 협약은 2023년 9월부터 59개국에 적용된다.

## 같이 보기
- 외국인 노동자
- 이민 (입국)
- 국제 노동 기구
- 국제 이주자의 날
- 국제이주기구
- 세계 인권 선언